# Osterhöhe 53 (Gernrode)

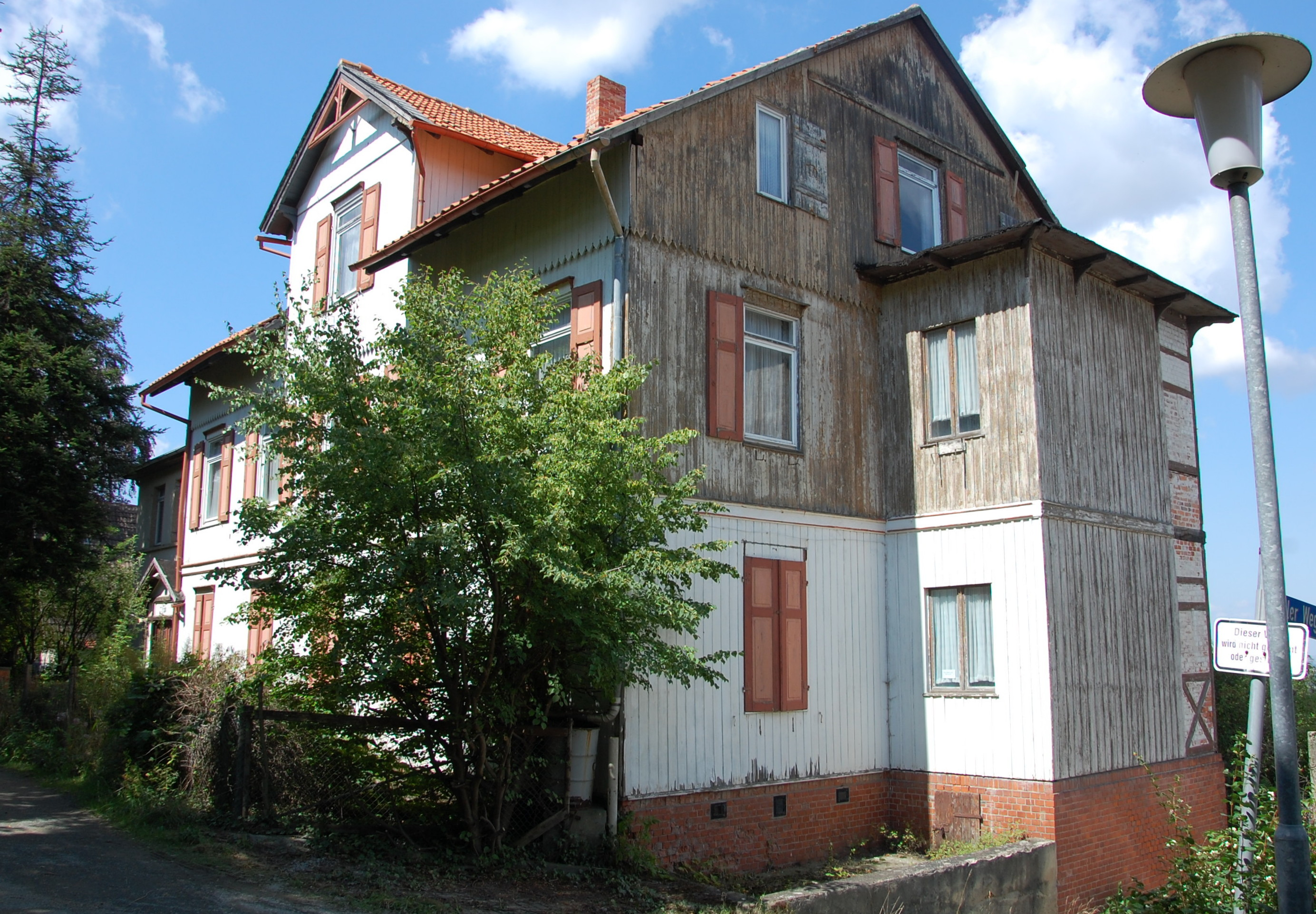
Haus Osterhöhe 53

Das Haus Osterhöhe 53 ist ein denkmalgeschütztes Gebäude in dem zur Stadt Quedlinburg in Sachsen-Anhalt gehörenden Ortsteil Stadt Gernrode.

## Lage
Er befindet sich in einer Hanglage deutlich östlich der Gernröder Altstadt auf der Nordseite der Straße Osterhöhe in einer Ecklage an der Einmündung des Seiler Wegs und ist im örtlichen Denkmalverzeichnis als Erholungsheim eingetragen. Im Denkmalverzeichnis ist das Gebäude als Osterhöhe 52 verzeichnet.

## Architektur und Geschichte
Das zweigeschossige Fachwerkhaus wurde in der Zeit um 1890 im Stil des Spätklassizismus errichtet. Es diente als Urlaubs- und Erholungsheim für Diakonissen der Diakonissenanstalt Halle. Zu Beginn der 1990er Jahre wurde es auch als Unterkunft für Aussiedlerfamilien genutzt. 2001 erfolgte der Verkauf durch das Diakoniewerk. 
Die Fassade wird durch eine symmetrische Verteilung der Fenster geprägt, ist fünfachsig und verbrettert. Dominiert wird das straßenseitige Erscheinungsbild von einem Zwerchhaus.